# Nga Thành
Nga Thành là một xã thuộc huyện Nga Sơn, tỉnh Thanh Hóa, Việt Nam.

## Thông tin địa lý
Xã Nga Thành có diện tích: 3,46 km². Theo Tổng điều tra dân số năm 1999, xã Nga Thành có dân số 3.805 người.
Xã Nga Thành nằm ở phía đông huyện Nga Sơn. Địa giới hành chính như sau: 
- Phía đông giáp xã Nga An;
- Phía nam giáp xã Nga Liên;
- Phía tây giáp các xã Nga Hải và Nga Giáp;
- Phía bắc giáp xã Nga An.

## Hành chính
Năm 1977, huyện Nga Sơn sáp nhập với huyện Hà Trung thành huyện Trung Sơn, xã Nga Thành thuộc huyện Trung Sơn. Năm 1982 huyện Trung Sơn chia tách thành hai huyện như cũ, xã Nga Thành lại thuộc huyện Nga Sơn.
Xã Nga Thành ngày nay gồm các làng (thôn):
| STT | Tên thôn/xóm/ấp/khu phố | Mã bưu chính |
| --- | ----------------------- | ------------ |
| 1   | Thôn Hồ Đông            | 443791       |
| 2   | Thôn Hồ Nam             | 443792       |
| 3   | Thôn Xuân Thành         | 443793       |
| 4   | Thôn Đông Thành         | 443794       |
| 5   | Thôn Bắc Thành          | 443795       |
| 6   | Thôn Trung Thành        | 443796       |
| 7   | Thôn Nam Thành          | 443797       |